# Histoires courtes des Schtroumpfs

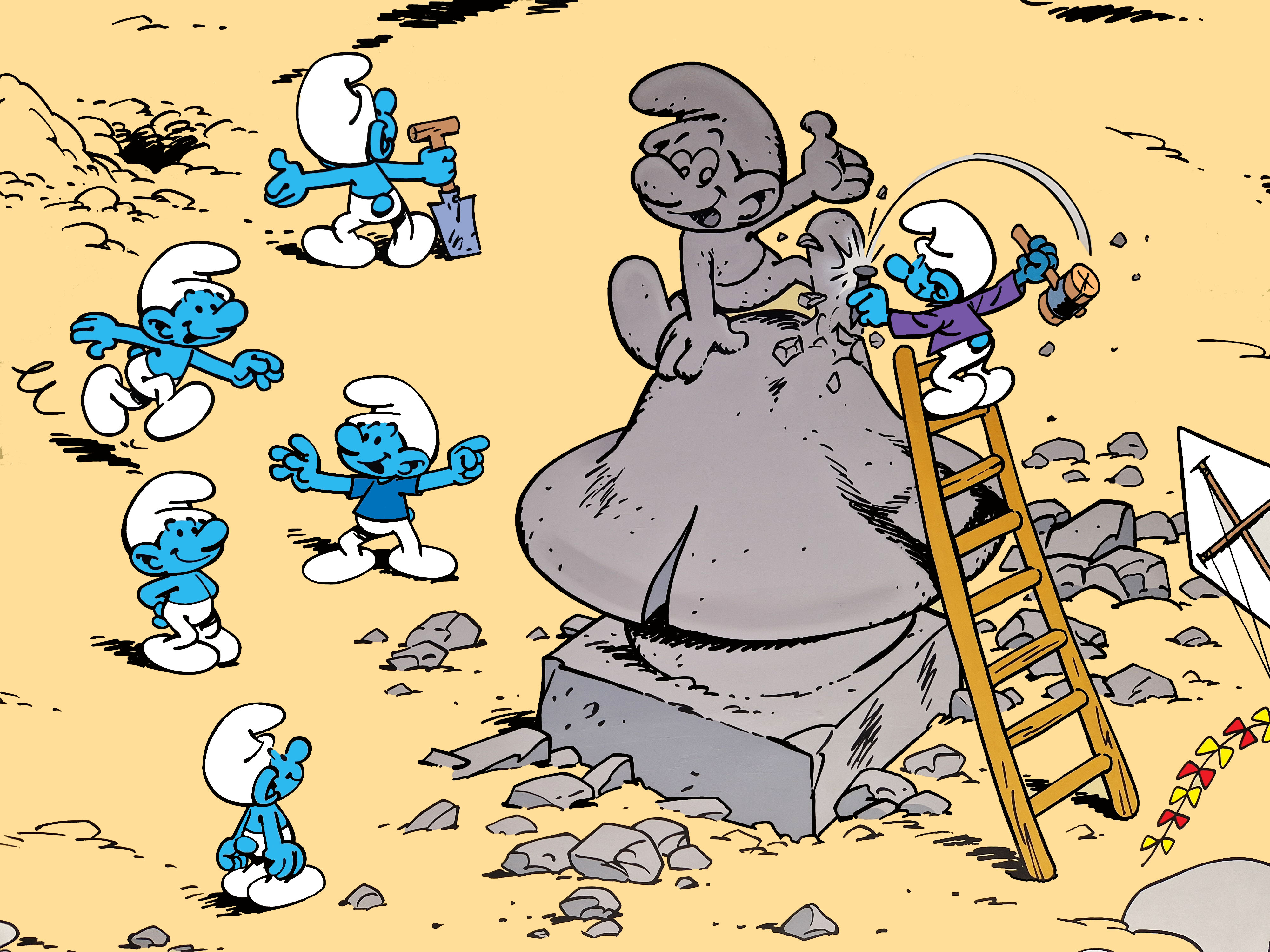
Les Schtroumpfs.

Pour un article plus général, voir Les Schtroumpfs.
Vous pouvez aider à l'améliorer ou bien discuter des problèmes sur sa page de discussion.
- Il ne cite pas suffisamment ses sources. Vous pouvez indiquer les passages à sourcer avec {{référence nécessaire}} ou {{Référence souhaitée}}, et inclure les références utiles en les liant aux notes de bas de page. (Marqué depuis novembre 2024)
- Son introduction est soit absente, soit non conforme aux conventions de Wikipédia. (Marqué depuis novembre 2024)

- Archive Wikiwix
- Bing
- Cairn
- DuckDuckGo
- E. Universalis
- Gallica
- Google
- G. Books
- G. News
- G. Scholar
- Persée
- Qwant
- (zh) Baidu
- (ru) Yandex
- (wd) trouver des œuvres sur Wikidata

## Pâques schtroumpfantes (1)
Douzième histoire de la série Les Schtroumpfs, par Peyo, récit complet en 3 pages. Le titre fait référence à l'expression : « Pâques sonnantes ». Un autre épisode de la série porte le même titre.

### Synopsis
Le jour de Pâques, le Schtroumpf à lunettes cherche à offrir un œuf au Grand Schtroumpf. Mais il n'est pas le seul et des œufs vont être échangés, occasionnant quelques surprises...

### Publication
Cet épisode est publié pour la première fois dans le journal Spirou no 1565 (1968). Il se présente sous forme de six demi-pages parsemées à travers le numéro. L'histoire est reprise dans le journal Spirou no 1983 (1976). Les cases sont agencées pour en faire une histoire de 3 pages. La couverture du numéro fait mention d'un maxi-gag de Pâques pour les Schtroumpfs.

## Pièges à Schtroumpfs
Treizième histoire de la série Les Schtroumpfs, par Peyo et Gos, récit complet en 8 pages. 

### Synopsis
Afin de capturer des Schtroumpfs, Gargamel a créé une série de pièges, adaptés aux points faibles des Schtroumpfs : leur curiosité, leur gourmandise, leur amour de la Schtroumpfette, leur insouciance... Il parvient ainsi à tous les capturer, excepté le Grand Schtroumpf. Celui-ci parvient à mettre au point un stratagème pour enfermer Gargamel dans un coffre et libérer tous les Schtroumpfs.

### Publication
Cet épisode est publié pour la première fois dans le no 1576 du journal Spirou, puis dans l'album L'Apprenti Schtroumpf en 1971.

## Pâques schtroumpfantes (2)
Vingt-deuxième histoire de la série Les Schtroumpfs de Peyo, récit complet en 4 pages. Un autre épisode de la série porte le même titre.

### Synopsis
Le jour de Pâques, le Schtroumpf à lunettes cherche à offrir un œuf au Grand Schtroumpf. Mais il n'est pas le seul et des œufs vont être échangés, occasionnant quelques surprises...

### Publication
Cet épisode est publié pour la première fois dans le journal Spirou no 2245 (1981). Il paraît ensuite, en 1983, dans le onzième album des Schtroumpfs, Les Schtroumpfs olympiques aux éditions Dupuis. Il s'agit d'une version étoffée et redessinée d'un gag de trois pages paru dans le journal Spirou no 1565 (1968) et no 1983 (1976).

## Le Jardin des Schtroumpfs
Vingt-troisième histoire de la série Les Schtroumpfs de Peyo, récit complet en huit pages. 

### Synopsis
Les Schtroumpfs se rendent en forêt pour un pique-nique. Sur les lieux, ils constatent que les installations ne sont pas adéquates. La balançoire est pourrie, l'eau est froide, c'est plein de petites bêtes, etc. Les Schtroumpfs décident d'améliorer le lieu et rendent visite au Schtroumpf bricoleur pour emprunter ses outils. Pendant ce temps, Gargamel découvre l'emplacement du pique-nique et prépare une surprise pour les Schtroumpfs.

### Publication
Cet épisode est publié pour la première fois en 1982 du no 2328 au no 2329 du journal Spirou, puis en 1983 dans l'album Les Schtroumpfs olympiques.

## Le Schtroumpf bricoleur
Vingt-quatrième histoire de la série Les Schtroumpfs de Peyo, récit complet en huit pages.

### Synopsis
Dans chacun des Schtroumpfs, il y a un bricoleur qui sommeille. Avec l'arrivée de l'anniversaire du Grand Schtroumpf, les Schtroumpfs discutent d'un cadeau à lui offrir. La Schtroumpfette propose de faire un gâteau. Pendant ce temps, le Schtroumpf bricoleur travaille sur une invention pour percer des trous. Il parcourt le village en perçant des trous partout. Pendant que les Schtroumpfs récoltent les ingrédients pour le gâteau, le Schtroumpf bricoleur transforme le moule du gâteau en passoire.

### Publication
Cet épisode est publié pour la première fois du no 2331 au no 2332 du journal Spirou sous le titre Bon anniverschtroumpf, puis dans l'album Le Bébé Schtroumpf en 1984.

## Une fête schtroumpfante
Vingt-cinquième histoire de la série Les Schtroumpfs de Peyo, récit complet en huit pages.

### Synopsis
Par un beau matin, les Schtroumpfs décident d'organiser une petite fête. Les préparations vont bon train. Un Schtroumpf prépare des confettis et l'un d'eux est emporté par le vent... jusqu'à la masure de Gargamel. Ce dernier décide de s'inviter à la fête des Schtroumpfs. Il se déguise en lapin et se promène en forêt à la recherche d'un Schtroumpf qui lui proposera une invitation. Mais les Schtroumpfs ne sont pas dupes et reconnaissent Gargamel. Ils jouent le jeu et le guident jusqu'au village. À leur arrivée, ils aspergent Gargamel d'une solution à base d'amidon. Gargamel ne peut plus bouger. Les Schtroumpfs s'amusent à ses dépens pendant la fête... jusqu'à ce qu'il se mette à pleuvoir.

### Publication
Cet épisode est publié pour la première fois dans le journal Spirou, du no 2334 au no 2335 (1983) sous le titre Les Schtroumpfs et le grand lapin, puis dans l'album Le Bébé Schtroumpf en 1984.

## La Peinture schtroumpf
Vingt-sixième histoire de la série Les Schtroumpfs de Peyo, récit complet en huit pages.

### Synopsis
Les Schtroumpfs font des rénovations au village et repeignent les maisons. Mais la peinture, c'est salissant. Les Schtroumpfs demandent au Schtroumpf bricoleur d'inventer une manière plus propre de peindre. Le lendemain, le Schtroumpf bricoleur présente aux Schtroumpfs la peinture en aérosol. Pendant ce temps, Gargamel met au point une peinture qui le rend invisible. Il parvient à suivre deux Schtroumpfs jusqu'au village et se met à attraper les Schtroumpfs. La nouvelle invention du Schtroumpf bricoleur leur sauve la mise.

### Publication
Cet épisode est publié pour la première fois dans le journal Spirou no 2370 (1983) sous le titre Des Schtroumpfs et des couleurs. Il paraît ensuite dans l'album Le Bébé Schtroumpf en 1984.

## Le Schtroumpf amnésique
Quatre-vingt-troisième histoire de la série Les Schtroumpfs.

### Synopsis
Après avoir reçu une pomme sur la tête, le Schtroumpf gourmand devient amnésique. Errant en forêt, il rencontre Gargamel sans se souvenir de lui. Gargamel constate l'état du Schtroumpf et se fait passer pour un grand ami du Grand Schtroumpf et demande au Schtroumpf gourmand de le guider jusqu'au village. Les Schtroumpfs le retrouvent juste à temps et improvisent un plan pour berner Gargamel.

### Publication
Cet épisode est publié pour la première fois dans le mensuel Schtroumpf! no 27 (1992) aux éditions Cartoon Création, puis dans le journal Spirou no 3158 (1998). L'histoire est publiée à nouveau dans Les Schtroumpfs - Intégrale 4 (2016) aux éditions Dupuis.